# Fußball-Europameisterschaft 1984/Gruppe 2
| Pl.                                                                                               | Land           | Sp. | S | U | N | Tore    | Diff. | Punkte |
| ------------------------------------------------------------------------------------------------- | -------------- | --- | - | - | - | ------- | ----- | ------ |
| 1.                                                                                                | Spanien        | 3   | 1 | 2 | 0 | 003:200 | +1    | 04:20  |
| 2.                                                                                                | Portugal       | 3   | 1 | 2 | 0 | 002:100 | +1    | 04:20  |
| 3.                                                                                                | BR Deutschland | 3   | 1 | 1 | 1 | 002:200 | ±0    | 03:30  |
| 4.                                                                                                | Rumänien       | 3   | 0 | 1 | 2 | 002:400 | −2    | 01:50  |
| Für die Platzierung 1 und 2 ist die Anzahl der erzielten Tore in allen Gruppenspielen maßgeblich. |                |     |   |   |   |         |       |        |

Gruppe 2 der Fußball-Europameisterschaft 1984:

## BR Deutschland – Portugal 0:0
| BR Deutschland                                                           | BR Deutschland | Portugal | Portugal | Aufstellung                               |
| ------------------------------------------------------------------------ | --- | --- | -------- | ----------------------------------------- |
| BR Deutschland                                                           | \| 1. Gruppenspiel \| \| Donnerstag, 14. Juni 1984 um 17:15 Uhr in Straßburg (Stade de la Meinau) \| \| Zuschauer: 44.707 \| \| Schiedsrichter: Romualdas Juška ( Sowjetunion) \|                                                                            | \| 1. Gruppenspiel \| \| Donnerstag, 14. Juni 1984 um 17:15 Uhr in Straßburg (Stade de la Meinau) \| \| Zuschauer: 44.707 \| \| Schiedsrichter: Romualdas Juška ( Sowjetunion) \|                                                    | Portugal | Aufstellung BR Deutschland gegen Portugal |
| BR Deutschland                                                           | Toni Schumacher – Uli Stielike – Bernd Förster, Karlheinz Förster, Hans-Peter Briegel – Guido Buchwald (66. Lothar Matthäus), Karl-Heinz Rummenigge , Wolfgang Rolff (66. Rudi Bommer), Andreas Brehme – Rudi Völler, Klaus Allofs Cheftrainer: Jupp Derwall | Manuel Bento – João Pinto, António Lima Pereira, Eurico, Álvaro – Carlos Manuel, António Frasco (78. António Veloso), Jaime Pacheco, António Sousa, Fernando Chalana – Rui Jordão (84. Fernando Gomes) Cheftrainer: Fernando Cabrita | Portugal | Aufstellung BR Deutschland gegen Portugal |
| BR Deutschland                                                           | Álvaro (40.) | | Portugal | Aufstellung BR Deutschland gegen Portugal |
| 1. Gruppenspiel                                                          | | |          |                                           |
| Donnerstag, 14. Juni 1984 um 17:15 Uhr in Straßburg (Stade de la Meinau) | | |          |                                           |
| Zuschauer: 44.707                                                        | | |          |                                           |
| Schiedsrichter: Romualdas Juška ( Sowjetunion)                           | | |          |                                           |

## Rumänien – Spanien 1:1 (1:1)
| Rumänien                                                                          | Rumänien | Spanien | Spanien | Aufstellung                        |
| --------------------------------------------------------------------------------- | --- | --- | ------- | ---------------------------------- |
| Rumänien                                                                          | \| 1. Gruppenspiel \| \| Donnerstag, 14. Juni 1984 um 20:30 Uhr in Saint-Étienne (Stade Geoffroy-Guichard) \| \| Zuschauer: 16.972 \| \| Schiedsrichter: Alexis Ponnet ( Belgien) \|                                                                   | \| 1. Gruppenspiel \| \| Donnerstag, 14. Juni 1984 um 20:30 Uhr in Saint-Étienne (Stade Geoffroy-Guichard) \| \| Zuschauer: 16.972 \| \| Schiedsrichter: Alexis Ponnet ( Belgien) \|                                                    | Spanien | Aufstellung Rumänien gegen Spanien |
| Rumänien                                                                          | Silviu Lung – Costică Ștefănescu – Mircea Rednic, Gino Iorgulescu, Nicolae Ungureanu – Marcel Coraș, László Bölöni, Michael Klein, Marin Dragnea (57. Aurel Țicleanu) – Rodion Cămătaru, Romulus Gabor (76. Gheorghe Hagi) Cheftrainer: Mircea Lucescu | Luis Arconada – Antonio Maceda – Santiago Urquiaga, Andoni Goikoetxea, José Antonio Camacho – Juan Señor, Víctor Muñoz, Ricardo Gallego (74. Julio Alberto), Rafael Gordillo – Santillana, Francisco Carrasco Cheftrainer: Miguel Muñoz | Spanien | Aufstellung Rumänien gegen Spanien |
| Rumänien                                                                          | 1:1 Bölöni (36.) | 0:1 Carrasco (22., Foulelfmeter) | Spanien | Aufstellung Rumänien gegen Spanien |
| Rumänien                                                                          | Iorgulescu (74.) | | Spanien | Aufstellung Rumänien gegen Spanien |
| 1. Gruppenspiel                                                                   | | |         |                                    |
| Donnerstag, 14. Juni 1984 um 20:30 Uhr in Saint-Étienne (Stade Geoffroy-Guichard) | | |         |                                    |
| Zuschauer: 16.972                                                                 | | |         |                                    |
| Schiedsrichter: Alexis Ponnet ( Belgien)                                          | | |         |                                    |

## BR Deutschland – Rumänien 2:1 (1:0)
| BR Deutschland                                                     | BR Deutschland | Rumänien | Rumänien | Aufstellung                               |
| ------------------------------------------------------------------ | --- | --- | -------- | ----------------------------------------- |
| BR Deutschland                                                     | \| 2. Gruppenspiel \| \| Sonntag, 17. Juni 1984 um 17:15 Uhr in Lens (Stade Félix-Bollaert) \| \| Zuschauer: 31.787 \| \| Schiedsrichter: Jan Keizer ( Niederlande) \|                                                                                            | \| 2. Gruppenspiel \| \| Sonntag, 17. Juni 1984 um 17:15 Uhr in Lens (Stade Félix-Bollaert) \| \| Zuschauer: 31.787 \| \| Schiedsrichter: Jan Keizer ( Niederlande) \|                                                                         | Rumänien | Aufstellung BR Deutschland gegen Rumänien |
| BR Deutschland                                                     | Toni Schumacher – Uli Stielike – Bernd Förster, Karlheinz Förster (79. Guido Buchwald), Hans-Peter Briegel – Lothar Matthäus, Norbert Meier (66. Pierre Littbarski), Andreas Brehme – Karl-Heinz Rummenigge , Rudi Völler, Klaus Allofs Cheftrainer: Jupp Derwall | Silviu Lung – Costică Ștefănescu – Mircea Rednic, Ioan Andone, Nicolae Ungureanu – Marcel Coraș, László Bölöni, Michael Klein, Marin Dragnea (62. Aurel Țicleanu) – Rodion Cămătaru, Gheorghe Hagi (46. Ioan Zare) Cheftrainer: Mircea Lucescu | Rumänien | Aufstellung BR Deutschland gegen Rumänien |
| BR Deutschland                                                     | 1:0 Völler (25.) 2:1 Völler (66.) | 1:1 Coraș (46.) | Rumänien | Aufstellung BR Deutschland gegen Rumänien |
| BR Deutschland                                                     | Stielike (26.) | Ștefănescu (47.) | Rumänien | Aufstellung BR Deutschland gegen Rumänien |
| 2. Gruppenspiel                                                    | | |          |                                           |
| Sonntag, 17. Juni 1984 um 17:15 Uhr in Lens (Stade Félix-Bollaert) | | |          |                                           |
| Zuschauer: 31.787                                                  | | |          |                                           |
| Schiedsrichter: Jan Keizer ( Niederlande)                          | | |          |                                           |

## Portugal – Spanien 1:1 (0:0)
| Portugal                                                           | Portugal | Spanien | Spanien | Aufstellung                        |
| ------------------------------------------------------------------ | --- | --- | ------- | ---------------------------------- |
| Portugal                                                           | \| 2. Gruppenspiel \| \| Sonntag, 17. Juni 1984 um 20:30 Uhr in Marseille (Stade Vélodrome) \| \| Zuschauer: 24.364 \| \| Schiedsrichter: Michel Vautrot ( Frankreich) \|                                   | \| 2. Gruppenspiel \| \| Sonntag, 17. Juni 1984 um 20:30 Uhr in Marseille (Stade Vélodrome) \| \| Zuschauer: 24.364 \| \| Schiedsrichter: Michel Vautrot ( Frankreich) \|                                                                                    | Spanien | Aufstellung Portugal gegen Spanien |
| Portugal                                                           | Manuel Bento – João Pinto, António Lima Pereira, Eurico, Álvaro – Carlos Manuel, António Frasco (76. Diamantino), Jaime Pacheco, António Sousa, Fernando Chalana – Rui Jordão Cheftrainer: Fernando Cabrita | Luis Arconada – Antonio Maceda – Santiago Urquiaga (79. Juan Señor), Andoni Goikoetxea, José Antonio Camacho – Ricardo Gallego, Víctor Muñoz, Julio Alberto (70. Manuel Sarabia), Rafael Gordillo – Santillana, Francisco Carrasco Cheftrainer: Miguel Muñoz | Spanien | Aufstellung Portugal gegen Spanien |
| Portugal                                                           | 1:0 Sousa (52.) | 1:1 Santillana (73.) | Spanien | Aufstellung Portugal gegen Spanien |
| Portugal                                                           | João Pinto (44.) | Carrasco (25.) | Spanien | Aufstellung Portugal gegen Spanien |
| 2. Gruppenspiel                                                    | | |         |                                    |
| Sonntag, 17. Juni 1984 um 20:30 Uhr in Marseille (Stade Vélodrome) | | |         |                                    |
| Zuschauer: 24.364                                                  | | |         |                                    |
| Schiedsrichter: Michel Vautrot ( Frankreich)                       | | |         |                                    |

## BR Deutschland – Spanien 0:1 (0:0)
| BR Deutschland                                                   | BR Deutschland | Spanien | Spanien | Aufstellung                              |
| ---------------------------------------------------------------- | --- | --- | ------- | ---------------------------------------- |
| BR Deutschland                                                   | \| 3. Gruppenspiel \| \| Mittwoch, 20. Juni 1984 um 20:30 Uhr in Paris (Parc des Princes) \| \| Zuschauer: 47.691 \| \| Schiedsrichter: Vojtěch Christov ( Tschechoslowakei) \|                                                                                   | \| 3. Gruppenspiel \| \| Mittwoch, 20. Juni 1984 um 20:30 Uhr in Paris (Parc des Princes) \| \| Zuschauer: 47.691 \| \| Schiedsrichter: Vojtěch Christov ( Tschechoslowakei) \|                                                             | Spanien | Aufstellung BR Deutschland gegen Spanien |
| BR Deutschland                                                   | Toni Schumacher – Uli Stielike – Bernd Förster, Karlheinz Förster, Hans-Peter Briegel – Lothar Matthäus, Norbert Meier (60. Pierre Littbarski), Andreas Brehme (79. Wolfgang Rolff) – Karl-Heinz Rummenigge , Rudi Völler, Klaus Allofs Cheftrainer: Jupp Derwall | Luis Arconada – Antonio Maceda – Juan Señor, Andoni Goikoetxea (28. Salva), José Antonio Camacho – Ricardo Gallego, Víctor Muñoz, Julio Alberto (81. Francisco), Rafael Gordillo – Santillana, Francisco Carrasco Cheftrainer: Miguel Muñoz | Spanien | Aufstellung BR Deutschland gegen Spanien |
| BR Deutschland                                                   | 0:1 Maceda (89.) | | Spanien | Aufstellung BR Deutschland gegen Spanien |
| BR Deutschland                                                   | Goikoetxea (28.) | | Spanien | Aufstellung BR Deutschland gegen Spanien |
| BR Deutschland                                                   | Schumacher hält Foulelfmeter von Carrasco (44.) | | Spanien | Aufstellung BR Deutschland gegen Spanien |
| 3. Gruppenspiel                                                  | | |         |                                          |
| Mittwoch, 20. Juni 1984 um 20:30 Uhr in Paris (Parc des Princes) | | |         |                                          |
| Zuschauer: 47.691                                                | | |         |                                          |
| Schiedsrichter: Vojtěch Christov ( Tschechoslowakei)             | | |         |                                          |

## Portugal – Rumänien 1:0 (0:0)
| Portugal                                                               | Portugal | Rumänien | Rumänien | Aufstellung                         |
| ---------------------------------------------------------------------- | --- | --- | -------- | ----------------------------------- |
| Portugal                                                               | \| 3. Gruppenspiel \| \| Mittwoch, 20. Juni 1984 um 20:30 Uhr in Nantes (Stade de la Beaujoire) \| \| Zuschauer: 24.464 \| \| Schiedsrichter: Heinz Fahnler ( Österreich) \|                                                      | \| 3. Gruppenspiel \| \| Mittwoch, 20. Juni 1984 um 20:30 Uhr in Nantes (Stade de la Beaujoire) \| \| Zuschauer: 24.464 \| \| Schiedsrichter: Heinz Fahnler ( Österreich) \|                                                                                  | Rumänien | Aufstellung Portugal gegen Rumänien |
| Portugal                                                               | Manuel Bento – João Pinto, António Lima Pereira, Eurico, Álvaro – António Frasco, Carlos Manuel (67. Tamagnini Nené), António Sousa, Fernando Chalana (18. Diamantino) – Rui Jordão, Fernando Gomes Cheftrainer: Fernando Cabrita | Dumitru Moraru – Costică Ștefănescu – Nicolae Negrilă, Gino Iorgulescu, Nicolae Ungureanu – Mircea Rednic, László Bölöni, Michael Klein, Mircea Irimescu (59. Romulus Gabor) – Marcel Coraș, Rodion Cămătaru (34. Ionel Augustin) Cheftrainer: Mircea Lucescu | Rumänien | Aufstellung Portugal gegen Rumänien |
| Portugal                                                               | 1:0 Nené (81.) | | Rumänien | Aufstellung Portugal gegen Rumänien |
| Portugal                                                               | Diamantino (77.) | Irimescu (14.), Iorgulescu (26.) | Rumänien | Aufstellung Portugal gegen Rumänien |
| 3. Gruppenspiel                                                        | | |          |                                     |
| Mittwoch, 20. Juni 1984 um 20:30 Uhr in Nantes (Stade de la Beaujoire) | | |          |                                     |
| Zuschauer: 24.464                                                      | | |          |                                     |
| Schiedsrichter: Heinz Fahnler ( Österreich)                            | | |          |                                     |